# Споменик ослободиоцима у Медвеђи
Споменик ослободиоцима из другог светског рата налази се у Медвеђи у дворишту школе. Споменик је постављен на месту на коме је 24.09.1944. године формирана пета косовско-метохијска народно-ослободилачка ударна бригада. У састав бригаде ушли су борци Јабланице Косова и Метохије који су путевима револуције проливали своју крв за срећу поколења. 
Споменик су 24.09.1989. године подигли СУБНОР Медвеђа и СУБНОР Приштина.